# Bulgur
Bulgur (ook: burghul of boergoel) is een graanproduct gemaakt van verschillende soorten tarwe, maar meestal van durum (harde tarwe). De tarwekorrels worden eerst gestoomd, daarna gedroogd en vervolgens grof gemalen of gebroken. 
Bulgur wordt vooral gebruikt in de Turkse, Arabische (Levant), Indiase en mediterrane keuken. Het heeft een licht notige smaak. 
Bulgur wordt gebruikt in pilav, soepen, gebak en brood en als vulling. De bekendste toepassing van bulgur is echter in taboulé en kibbeh. De hoge voedingswaarde maakt het een goede vervanger voor rijst of couscous. In India wordt het ook gebruikt als ontbijtgraan, bereid met melk en suiker.
| Voedingswaarde | Bevat per 100g      |
| -------------- | ------------------- |
| Energie        | 352 Kcal of 1474 kJ |
| Water          | 10,5 g              |
| Eiwit          | 9,5 g               |
| Vet            | 1,0 g               |
| Koolhydraten   | 75,0 g              |